# Talapa caliginosa
Talapa caliginosa là một loài bướm đêm trong họ Noctuidae.